# Lanchester Mk 1/1*
Pour les articles homonymes, voir Lanchester.

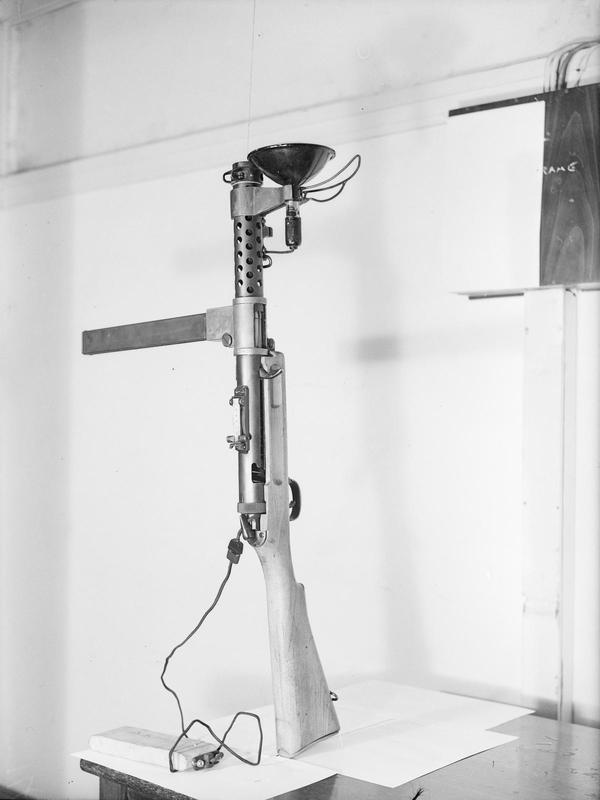
Un PM Lanchester Mk 1 avec son chargeur de 50 coups et une lampe-torche.

Le pistolet-mitrailleur Lanchester Mk 1 est une copie anglaise du MP28 allemand produite entre 1941 et 1945 par la Sterling Armaments Company. Il fut en service dans la Royal Navy, mais aussi les Royal Australian Navy, Royal Canadian Navy et Royal New Zealand Navy durant la Seconde Guerre mondiale. 

## Description
Le Lanchester Mark 1 possède une crosse en bois et un tenon pour baïonnette. Pour en faciliter la fabrication, une version simplifiée fut alors conçue (le Mk 1*), qui se différenciait de la première mouture par une absence de sélecteur de tir, une poignée d'armement sphérique, une hausse basculante graduée de 100 ou 200 verges et plusieurs pièces fabriquées par estampage. 

## Production et diffusion (après 1945)
Plus de 100 000 de ces pistolets-mitrailleurs furent produits pendant la Seconde Guerre mondiale et distribués après 1945 au Commonwealth, au Royal Air Force Regiment, à la France (Marine nationale et Douanes), la Grèce (Marine de guerre) et aux Pays-Bas (KNIL). Le Lanchester fut ainsi utilisé lors de la Guerre d'Indochine, de la Guerre civile grecque et de la Révolution nationale indonésienne, mais aussi dans le cadre de la Crise de Suez et de l'Invasion turque de Chypre. Il fut également fourni aux marines argentine et chilienne.

## Fiches techniques
- Munition : 	9mm Parabellum (9 × 19 mm)
- Cadence de tir 	550 coups/min
- Chargeur : 50 cartouches (ou 32 coups de Sten)
- Masse : 	4,38 kg (5,42 kg chargée à 50 coups)
- Longueur : 	830 mm
- Longueur du canon : 	200 mm